# Екатерино-Петровское училище
Екатерино-Петровское училище — учебное заведение Перми начала XX века, расположенное по адресу ул. Екатерининская, 71. Сегодня в здании располагается Пермский музыкальный колледж.

## История
В 1883 году в Иркутске скончался купец и золотопромышленник Иван Иванович Базанов, происходивший из Перми. Он завещал 100 тысяч рублей родному городу с наказом использовать эти средства в благотворительных целях. Внучатый племянник Ивана Базанова — Николай Дмитриевич Базанов — в 1888 году исполнил волю усопшего и передал деньги в казну. Городские власти в 1891 году постановили возвести пермское начальное четырёхклассное училище, и в 1903 году большое каменное двухэтажное здание училища было построено. Архитектором выступил В. В. Попатенко. Училище получило название Екатерино-Петровского, а его почётным смотрителем стал купец Сергей Михайлович Грибушин. При училище также было организовано общество, которое помогало нуждающимся ученикам.
В 1905 году в училище было открыто столярно-токарно-ремесленное отделение. В 1908 году в нём занималось уже 328 учеников. Они учились обычным предметам, к которым присоединились метеорология и искусство. Училище располагало большим количеством учебных пособий, здесь проводились выставки, концерты и публичные лекции.
После Октябрьской Революции с осени 1919 года в этом здании разместилась губернская партийная школа. Через год осенью 1920 года в нём находился Пермский институт народного образования, а с 1921 года — совпартшкола. В период 1938—1941 в здании находилась школа № 25, а во время войны здесь расположился эвакогоспиталь № 2559. По окончании Великой Отечественной войны в 1946—1960 годах в здании действовали органы партийного просвещения и институт марксизма-ленинизма.
С 1961 года в здании работает Пермское музыкальное училище (25.12.2002 переименован в Пермский музыкальный колледж), в котором учились известные советские композиторы Евгений Крылатов и Александр Немтин.
Здание является памятником архитектуры регионального значения в соответствии с решением Малого совета облсовета 20.05.1993 и распоряжением губернатора Пермской области от 05.12.2000 г..